# Agromyza spinisera
Agromyza spinisera är en tvåvingeart som beskrevs av Mitsuhiro Sasakawa och Fan 1985. Agromyza spinisera ingår i släktet Agromyza och familjen minerarflugor. Inga underarter finns listade i Catalogue of Life.